# Sveti Martin pod Okićem
Sveti Martin pod Okićem is een plaats in de gemeente Samobor in de Kroatische provincie Zagreb. De plaats telt 257 inwoners (2001).